# بوروتا
بوروتا (به ایتالیایی: Borutta) یک کومونه در ایتالیا است که در استان ساساری واقع شده‌است.

## خصوصیات
بوروتا ۴٫۸ کیلومترمربع مساحت و ۲۸۹ نفر جمعیت دارد.